# Норичник донецкий
Нори́чник доне́цкий (лат. Scrophulária donétzica) — многолетнее травянистое растение, вид рода Норичник (Scrophularia) семейства Норичниковые (Scrophulariaceae). Включён в Красную книгу Украины.

## Ареал и среда обитания
Эндемик Донецкого кряжа. Растёт на Украине и в России, встречается только на Донецком кряже и в районе Приазовья. Как правило, выбирает сланцы, скалы и осыпи гранитов и песчаников.

## Ботаническое описание
Многолетние растение. Полукустарник. Корневая система мощная.
Стеблей много, восходящих, высотой от 20 до 50 см, мелко-железистоопушённых.
Листья продолговатые, грубо перисторассечённые, опушённые только с нижней стороны.
Чашечка коротко железистоопушённая, с округлыми долями. Венчик голый, желтоватый. Стаминодий треугольно-лопастной, тупой, тёмно-красный. Цветение в июне — августе.
Плод — приплюснуто-шаровидная, голая, желтовато-бурая коробочка с носиком. Плодоношение в сентябре — октябре. Размножается семенами.

## Охрана
Помимо Красной книги Украины, включён в Красную книгу Ростовской области и Красную книгу Донецкой области Украины.